# Казаков, Михаил Михайлович
Михаи́л Миха́йлович Казако́в (17 ноября 1957, Южно-Сахалинск) — советский и российский историк. Доктор исторических наук, профессор.

## Образование
- В 1979 году окончил Смоленский государственный педагогический институт.
- В 1985—1988 годах обучался в аспирантуре на кафедре истории древнего мира и средних веков Московского государственного педагогического университета. По окончании защитил кандидатскую диссертацию «Религиозно-политическая борьба в Римской империи в середине и второй половине IV века (по материалам сочинений Амвросия Медиоланского)».
- В июне 2003 года защитил докторскую диссертацию по теме «Христианизация Римской империи в IV в.» в Московском государственном университете и получил степень доктора исторических наук.

## Профессиональный опыт
- По окончании аспирантуры работал преподавателем кафедры всеобщей истории в Смоленском государственном педагогическом институте, а затем — проректором по учебной работе в Смоленском гуманитарном университете. Прошёл две годичные стажировки в Католическом университете Америки (Вашингтон, округ Колумбия) по программам международного обмена исследователями. По возвращении в Россию работал проректором по компьютерным технологиям и профессором кафедры права в Смоленском гуманитарном университете.
- В 1999—2000 годах — разработчик интернет-проектов в Intelligent Resources Inc. (Техас, США).
- В 2000—2004 годах — проректор по информационным технологиям и профессор в Смоленском гуманитарном университете. Руководил осуществлением около 30 проектов в сфере информационных технологий и дистанционного образования как в Интернете, так и в Интранете.
- С 2005 года — профессор кафедры государственно-правовых дисциплин в Смоленском гуманитарном университете и профессор кафедры истории и права в Смоленском государственном педагогическом университете.
- С сентября 2007 года — профессор Смоленского государственного университета и профессор Смоленской православной духовной семинарии.

Основные преподаваемые курсы: «История государства и права зарубежных стран», «Конституционное право зарубежных стран», «История мировых религий», «История христианской письменности и патристика».

## Научная деятельность
С 1983 года стал заниматься исследованием жизни и творчества Амвросия Медиоланского (работал под научным руководством профессора МГУ В. И. Кузищина). В 1995 году выпустил книгу «Епископ и империя», посвященную Амвросию и его эпохе. Занимался исследованием проблем истории Римской империи в IV веке во время научных стажировок в Католическом университете Америки, в библиотеках Москвы, в мировой сети. В конце 2002 года опубликовал монографию «Христианизации Римской империи в IV веке». Автор более 100 статей по различным аспектам истории Римской империи и античного христианства.
В августе 2007 года принял участие в работе XV Международной научной конференции по изучению патристики в Оксфорде (Великобритания) и выступил с пленарным докладом на тему «Письма западных епископов к императору Феодосию I и отношения между восточными и западными церквами в конце IV века».
Участвовал в ряде международных научных конференций в России и за рубежом (в том числе: Сан-Антонио, США; Чикаго, США; Вашингтон, США; Прага, Чехия; Ниш, Сербия; Краков, Польша).
В сотрудничестве со Смоленской православной духовной семинарией в 2008-2014 годах участвовал в реализации проекта «Стопами Святых Апостолов», который предполагал посещение стран Средиземноморья (Турции, Греции, Кипра, Туниса, Израиля) с целью изучения христианских древностей, и последующего описания их на основании источников и литературы, а также собственных впечатлений с последующей публикацией в виде статей, монографий и альманаха (издано 4 выпуска).
Член Российской ассоциации антиковедов и Международной ассоциации по изучению патристики (International Association of Patristic Studies).